# Тропска шума
Тропске шуме расту између 23.4° северне географске ширине и 23,5° јужне географске ширине. Температура и дужина дана су у тим подручјима релативно сталне, тако да су раздобља вегетације одређена само врло различитим количинама падавина. Тако се разликују тропске сушне шуме (42%), тропске шуме са листопадним дрвећем (32%) и тропске кишне шуме (25%).
Неке категорије тропских шума је тешко класификовати. Док се шуме у умереним областима лако категоришу на основу густине крошања дрвећа, такве шеме су слабо делотворне у тропским шумама. Не постоји јединствена шема која дефинише шта је шума, у тропским регионима или негде другде. Због ових потешкоћа информације о обиму тропских шума варирају између извора. Међутим, тропске шуме су огромне, сачињавају нешто мање од половине светске шуме. Оне су такође хладне, влажне и кишне.
Више од 3,6 милиона хектара тропске шуме изгубљено је у 2018. години.

## Типови тропске шуме
Тропске шуме често се сматрају зимзеленим прашумама и влажним шумама, међутим у стварности је само до 60% тропске шуме прашума (зависно од тога како је дефинисано - погледајте мапе). Преостале тропске шуме су разноликост многих различитих врста шума, укључујући: сезонско-суву тропску шуму, мангрове, тропске слатководне мочварне шуме (или „поплављене шуме” као што је амазонска Варзеа), суву шуму, отворене еукалиптусне шуме, тропске четинарске шуме, саванска шума (нпр. Сахелска шума) и планинске шуме (чији се делови на високим елевацијама називају облачне шуме). Чак и на релативно кратким удаљеностима, границе између ових биома могу бити нејасне, са екотонима између главних врста.
На природу тропске шуме у било којем датом подручју утиче низ фактора, а најважнији су:
- Географски: локација и климатска зона (види подтипове), са:
  - Ниво падавина и сезоналност, са јаким сушним сезонама које значајно утичу на флору (нпр. преовлађивање лијана);[11]
  - Температурни профил, који је релативно равномеран у екваторијалној прашуми или са хладнијом сезоном према суптропским ширинама;
  - Надморска висина утиче на горе наведено, често стварајући „еколошка острва” са високим ендемизмом (нпр. планина Кинабалу на Борнеу је прашума).[12]
- Историјски: праисторијско доба шума и ниво недавних поремећаја (погледајте претње), промена примарне (обично максималне биолошке разноликости) у секундарне шуме, која се дегенеришу у шуму бамбуса након дужег „посеци и спали” пољопривредног третмана (нпр. у неколико области Индокине).[13]
- Карактеристике тла (такође подлежу различитим класификацијама): укључујући дубину и дренажу.[14]

### Тропске кишне шуме
Тропске кишне шуме расту на удаљености од 10° географске ширине северно и јужно од екватора где су падавине редовне и премашују 250 центиметара годишње. У тим шумама живи највећи број врста по јединици површине уопште, а висина стабала досиже и до 60 метара.

### Тропске сушне шуме
Овај се тип шума може наћи у подручјима надморских висина у којима долази до дуготрајних сушних раздобља. У овим шумама расте углавном трновито грмље и дрвеће, као и сукуленти. Дрвеће има листове у облику перја или са низом малих листића као акације, а уз то имају и крошње у облику кишобрана као акације, врло је отпорно на ватру и има корење које достиже до подземних вода (до 40 m). То нису густе шуме, а расту на свим континентима где влада сушна (и до 7 месеци без падавина) клима.

### Тропске листопадне шуме
У подручјима са много кише али и дужим сушним раздобљима, налазе се тропске листопадне шуме. Кад транспирација премаши залихе воде у биљци, она због заштите од сушења одбацује лишће. Тек у време следећих монсунских киша или кишног раздобља, биљка поново расте. Ове се шуме називају и тропским влажним шумама.